# Балтас, Аристидис
Аристи́дис Балта́с (греч. Αριστείδης Μπαλτάς; 9 февраля 1943, Корфу) — греческий философ науки, физик и левый политик, занимавший должность министра культуры и спорта Греции с 23 сентября 2015 года по 5 ноября 2016 года во втором Кабинете министров Алексиса Ципраса. Ранее он занимал должность министра культуры, образования и религиозных дел в первом правительстве Ципраса с 27 января по 28 августа 2015 года.
В настоящее время он является почетным профессором философских наук в Национальном техническом университете Афин и президентом Института Никоса Пуланзаса. В ходе парламентских выборов в Греции в сентябре 2015 года он был избран депутатом по избирательному округу Аттика от СИРИЗА.

## Образование и научная карьера
Балтас получил образование в области электротехники и машиностроения в Афинском национальном техническом университете с 1962 по 1967 год перед тем как завершить докторскую степень по теоретической физике под руководством Франсуа Лурчата при Университете Париж XI в 1971 году. Диссертацию под названием La Neutrino-Production des Résonances Baryoniques dans le Modèle des Quarks («Создание барионного резонанса в кварковой модели посредством нейтрино»). В 1982 году он вернулся в Афинский национальных технический университет, чтобы стать преподавателем кафедры физики. С 1984 по 1985 годы он являлся приглашённым научным сотрудником Центра философии науки Питтсбургского университета; в 2005—2006 годы он вновь занимал эту должность. Он был назначен доцентом кафедры философии и методологии физики в университет в 1984 года, затем доцент кафедры философии науки в 1992 году и профессором в 2002 году.
Исследования Балтаса в области философии связаны прежде всего с вопросами гносеологии Луи Альтюссера, и в более общем плане отношения между философией науки и эпистемологией и между аналитической и континентальной философией. Его работа охватывает области физики, математики, психоанализа и исторического материализма. Балтас, кроме того, изучал таких философов как Людвиг Витгенштейн, Фридрих Ницше, Барух Спиноза, Жак Деррида, Джон Макдауэл и Вальтер Беньямин.
В 2002 году Балтас был удостоен Национальной премии в области литературы за книгу Объекты и аспекты собственной личности (Αντικείμενα και όψεις εαυτού). В декабре 2010 года, он получил Премию Ксантопулоса-Пневматикоса за успехи в педагогической деятельности.

## Политическая карьера
Балтас является одним из основателей Коалиции радикальных левых (СИРИЗА), в 2012 году Балтас был создан Координационный члена политического планирования комитета. после победы СИРИЗА во главе с Алексисом Ципрасом на парламентских выборах в январе 2015 года, Балтас был назначен министром культуры, образования и религии в кабинете Ципраса. Вскоре после вступления в должность, Балтас заявил, что помимо непосредственной задачи облегчения гуманитарного кризиса в греческих школах и решения проблемы «вечных студентов», которые были вынуждены приостановить свою учёбу для того, чтобы найти работу и обеспечивать себя, его долгосрочные цели в качестве министра будет восстановление независимости профессионального образования от высшего, отмена всегреческих экзаменов и поддержка свободного доступа к высшему образованию.

## Публикации
на греческом языке
- 1985 — Σύντομη κβαντική μηχανική
- 1991 — Επιστημολογικά: Για την ιστορία της επιστήμης
- 1994 — Ο Λουί Αλτουσέρ και το τέλος του κλασικού μαρξισμού
- 1999 — Στο περιθώριο επιστήμης και πολιτικής
- 2001 — Αντικείμενα και όψεις εαυτού
- 2002 — Για την επιστημολογία του Λουί Αλτουσέρ
- 2004 — Το μήλο του Φρόυντ και το ασυνείδητο του Νεύτωνα
- 2016 — Παράμετροι και γνώμονες εξ αριστερών

на английском языке
- Peeling Potatoes or Grinding Lenses: Spinoza and Young Wittgenstein Converse on Immanence and Its Logic. Pittsburgh: University of Pittsburgh Press, 2012 (ISBN 0822944162)